# 中村精密
中村精密（なかむらせいみつ、後にナカセイ）は日本の鉄道模型メーカーである。
当初は輸出向けの製品を生産していた。同社が1979年 - 1981年に輸出向けに販売したHOゲージのペンシルバニア鉄道GG1形電気機関車の流線型車体はプレスの一体成型にする等、製造方法が他社と比較してユニークだった。また、国鉄の客車や貨車などをプラスチックの射出成型のキットで販売したり、1978年に発売されたC11形蒸気機関車のキットはホワイトメタルで出来ており瞬間接着剤やエポキシで組み立てることが出来た。同年には小田急電鉄NSEデハ3100キットを基本6車体セット中間5車体セットで発売し、「人気車両とはいえ私鉄電車をこれだけ大規模に製品化したのは画期的」と評された。また初めての試みとしてこのキットには塗装サービス券（実費10000円）をつけておりこの車両の難しい塗り分け塗装に配慮していた。このあと私鉄特急電車は名鉄7000系、京成AE車スカイライナー、南海こうや号、東武1720系と続きシリーズ化した。Nゲージでは1980年にC51形蒸気機関車を完成品、カスタムキット、バラキットで併売した。製品はボイラー、ランボード、テンダーなど上回りのほとんどがホワイトメタル製でテンダーにモーターを収納したテンダードライブ方式を採用していた。以降蒸気機関車シリーズを次々と販売しC51、C53-C58、C12、D50、D60、D51全流、D52、D62、さらに義經号、辨慶号の名前で知られる7100形蒸気機関車まで当時他のNゲージメーカーがほとんど手がけていなかった形式を多数製品化している。また旧型客車をプラキットで製品化、同一車種でダブルルーフと丸屋根を発売するなど20種を超えて発売した。さらにプラ製3軸ボギー客車（展望車、食堂車等）、プラ製2軸貨車も予定機種にあげられていたが発売されることなく、後に客車キットの金型はハセガワに渡った。1983年のD62を最後に新規の日本型の製品は止まったが、現在も模型雑誌に広告を掲載し再生産品の販売をしている。輸出向けに製造されたモデルは比較的高い評価を得ている物も少なくないが、一方で国内向けのモデルでは評価の芳しくない物も一部存在する。